# Студёное (Северо-Казахстанская область)
Студёное (каз. Студеное) — упразднённое село в Мамлютском районе Северо-Казахстанской области Казахстана. Упразднено в 2018 г. Входило в состав Беловского сельского округа. Код КАТО — 595233500.

## География
Находится в 30-ти километрах от районного центра.

## Население
В 1999 году население села составляло 98 человек (58 мужчин и 40 женщин). По данным переписи 2009 года, в селе проживал 1 человек (1 женщина).